# Вільгельм Райтель
Вільгельм «Віллі» Райтель (нім. Wilhelm „Willy“ Raithel; 15 жовтня 1894, Інгольштадт — 24 березня 1960, Мюнхен) — німецький воєначальник, генерал-лейтенант вермахту. Кавалер Німецького хреста в сріблі.

## Біографія
Син відставного майор Йоганна Райтеля і його дружини Марти. 1 серпня 1913 року вступив в Баварську армію. Учасник Першої світової війни. Після демобілізації армії залишений в рейхсвері. З 1 квітня 1936 року — командир 3-го (моторизованого) дивізіону навчального артилерійського полку в Ютербозі. З 20 жовтня 1939 року — офіцер артилерії в штабі групи армій «B». З 10 травня 1941 року — артилерійський командир 109. З 1 квітня 1942 року — командир 199-ї піхотної дивізії. З 1 серпня 1943 року — вищий артилерійський командир 312. З 20 листопада 1943 по 1 квітня 1944 року — командир 312-ї артилерійської дивізії для особливих доручень. З 1 травня 1944 року — командир 2-го артилерійського училища в Гросс-Борні, з 15 січня 1945 року — піхотної дивізії «Бервальде». 7 березня 1945 року взятий в полон радянськими військами. Утримувався в різних в'язницях і таборах НКВС, включаючи Бутирську в'язницю. 13 червня 1950 року військовим трибуналом Київського військового округу засуджений до 25 років таборів. 9 жовтня 1955 року переданий владі ФРН і звільнений.

## Звання
- Фанен-юнкер (1 серпня 1913)
- Фенріх (25 червня 1914)
- Лейтенант без патенту (18 вересня 1914) — патент від 7 січня 1913 року.
- Оберлейтенант (6 квітня 1918)
- Ротмістр (1 червня 1926)
- Майор (1 серпня 1934)
- Оберстлейтенант (1 січня 1937)
- Оберст (1 січня 1940)
- Генерал-майор (1 квітня 1942)
- Генерал-лейтенант (1 травня 1943)

## Нагороди
- Залізний хрест 2-го і 1-го класу
- Орден «За заслуги» (Баварія) 4-го класу з мечами
- Почесний хрест ветерана війни з мечами
- Медаль «За вислугу років у Вермахті» 4-го, 3-го, 2-го і 1-го класу (25 років)
- Залізний хрест
  - 2-го класу (6 червня 1940)
  - 1-го класу (25 жовтня 1941)
- Орден Хреста Свободи 1-го класу з мечами (Фінляндія; 23 серпня 1942)
- Медаль «За зимову кампанію на Сході 1941/42» (24 серпня 1942)
- Хрест Воєнних заслуг 2-го і 1-го класу з мечами
- Німецький хрест в сріблі (2 червня 1944)